# Euphyllura straminea
Euphyllura straminea är en insektsart som beskrevs av Loginova 1973. Euphyllura straminea ingår i släktet Euphyllura och familjen rundbladloppor.
Artens utbredningsområde är Iran. Inga underarter finns listade i Catalogue of Life.